# Починок (Брянская область)
Починок — деревня Почепского района Брянской области России. Входит в состав Титовского сельского поселения.
Среди уроженцев: А. И. Свидерский, советский государственный и партийный деятель, дипломат.

## История
Упоминается с начала XVIII века в составе Почепской (2-й) сотни Стародубского полка (с 1761 — владение Разумовских). С 1782 по 1918 в в Мглинском уезде, Черниговская губерния, Российская империя (с 1861 — в составе Котляковской волости).
В 1918—1929 в Почепском уезде (Котляковская, с 1924 Почепская волость).

## География
Находится в юго-западной части района, 14 км к юго-западу от Почепа.

## Население
| 2010 | 2013 |
| ---- | ---- |
| 35   | ↘31  |

Максимальное число жителей 660 человек (1892).

## Инфраструктура
Развитое сельское хозяйство. Личное подсобное хозяйство.

## Транспорт
Стоит на дороге 15К-2012
Просёлочные дороги.